# الدرة الفاخرة في الأمثال السائرة
الدرة الفاخرة في الأمثال السائرة على صيغة أفعل كتاب يتمحور موضوعه حول الأمثال التي تَستخدِم صيغة "أفعل" في تركيبها، والتي أصبحت أحد الأبواب المهمة في جمع الأمثال بعد أن اعتمدها حمزة الأصفهاني. وفي هذا الكتاب، يتناول المؤلف حمزة الأصفهاني مجموعة واسعة من الأمثال التي تندرج تحت هذه الصيغة، في خطوة مهمة في توثيق وإثراء التراث اللغوي العربي.

## المحتوى
كان الكتاب إضافة مهمة في ميدان الأمثال، حيث إنّ حمزة الأصفهاني، المؤرخ واللغوي المعروف، قدَّم عملاً موسوعيًا في جمع الأمثال التي تُستخدم صيغة "أفعل" فيها. وقد تأثر به علماء آخرون مثل الميداني النيسابوري الذي أشار إلى هذه الصيغة في كتابه "مجمع الأمثال"، مستفيدًا من العمل الذي قام به حمزة الأصفهاني، مما جعل الكتابين يكملان بعضهما البعض.

### الباب 1-28: أمثال على صيغة "أفعل"
يبدأ الكتاب بجمع أكثر من 1200 مثلٍ يستخدم صيغة "أفعل من"، مُرتبًا إياها بحسب الحروف الأبجدية، حيث يتناول المثل الذي يبدأ بحرف الألف في الفصل الأول مثل: "آمن من الأرض، آمن من حمام مكة، آمن من ظبي"، ويستمر في تتبع هذا النمط وصولًا إلى الفصل الأخير الذي يتناول الأمثال التي تبدأ بحرف الياء مثل: "أيقظ من ذئب، أيبس من صخر، أيأس من غريق، أيسر من لقمان".

### الباب 29
الباب التاسع والعشرون يتناول الأمثال المُولدة المزدوجة المختلفة النظم، ويعرض نماذج مبتكرة مثل: "أضواء من الفجر وأحرّ من الجمر"، "أسمع من الدرّ وأضعف من الذرّ"، حيث يختلف هذا الباب في تقديم أمثال جديدة بتركيب مميز. كما خصص حمزة الأصفهاني بابًا كاملاً للحديث عن "نوادر الكلام" التي تذكر في بعض الأحيان مثنى الأسماء أو مبني الأسماء، مثل: "ابن جلا" و"ابن أحذار".

### الباب 30
الباب الثلاثون يتناول نوادر من الكلام تُستخدم بشكل شبه أمثال، وقد قام حمزة بتقسيمه إلى ثلاثة فصول، حيث يذكر الأمثال المكنية، والمبنية، والمثناة، وهو باب غني بالمعلومات والأنماط اللغوية في الأمثال.